# 化學生物學
化學生物學（英語：Chemical Biology）是哈佛大学的斯图亚特·L·施莱伯等人所提倡，利用分子生物學的手法，搭配有機化學的方式，探討細胞內核酸或是蛋白質等生物體內分子的功能或是反應。Schreiber等人指出：“化学生物学是对分子生物学的有力补充，化学生物学是采用化学的手段，如运用小分子或人工设计合成的分子作为配体来直接改变生物分子的功能。
在傳統的生物學或是遺傳學中，通常是利用基因本身的手法，將基因表現後，探討生物體分子內的交互作用，以及調控機制等解析。而化學生物學則是利用有機化學的方式，進行分子的合成，進而探討這些分子對於生物內反應本身的作用等。
目前化學生物學常用的手法與領域：
- 醣蛋白化學
- 蛋白質體學
- 組合化學